# Luka (métro de Prague)
Pour les articles homonymes, voir Luka.
Luka est une station de métro à Prague, en Tchéquie. Située sur la ligne B du métro de Prague entre Stodůlky et Lužiny, elle est ouverte depuis le 11 novembre 1994.